# HD 146254
HD 146254，又名BD-14 4383，SAO 159821、HR 6061，是一颗恒星，视星等为6.09，位于銀經359.07，銀緯25.04，其B1900.0坐标为赤經16h 10m 12.7s，赤緯-14° 25.04′ 55″。